# Oberea pseudoposticata
Oberea pseudoposticata là một loài bọ cánh cứng trong họ Cerambycidae.